# Trofeo Laigueglia 2023
Il Trofeo Laigueglia 2023, sessantesima edizione della corsa, valevole come decima prova dell'UCI ProSeries 2023 categoria 1.Pro e come prima prova della Ciclismo Cup 2023, si svolse il 1º marzo 2023 su un percorso di 201,3 km, con partenza e arrivo a Laigueglia, in Italia. La vittoria fu appannaggio del francese Nans Peters, il quale completò il percorso in 5h08'28", alla media di 39,155 km/h, precedendo gli italiani Andrea Vendrame e Alessandro Covi.
Sul traguardo di Laigueglia 35 corridori, dei 135 partiti, completarono il percorso.

## Squadre e corridori partecipanti
Al via erano presenti 20 formazioni, con 7 corridori a squadra: nove UCI WorldTeam, sei UCI ProTeam e cinque Continental Team.
| N.    | Cod. | Squadra                           |
| ----- | ---- | --------------------------------- |
| 1-7   | UAD  | UAE Team Emirates                 |
| 11-17 | ICW  | Intermarché-Circus-Wanty          |
| 21-27 | IGD  | Ineos Grenadiers                  |
| 31-37 | COF  | Cofidis                           |
| 41-47 | TFS  | Trek-Segafredo                    |
| 51-57 | GFC  | Groupama-FDJ                      |
| 61-67 | ACT  | AG2R Citroën Team                 |
| 71-77 | EFE  | EF Education-EasyPost             |
| 81-87 | ARK  | Team Arkéa-Samsic                 |
| 91-97 | GBF  | Green Project-BardianiCSF-Faizanè |

| N.      | Cod. | Squadra                            |
| ------- | ---- | ---------------------------------- |
| 101-107 | BWB  | Bingoal WB                         |
| 111-117 | COR  | Team Corratec                      |
| 121-127 | EOK  | Eolo-Kometa Cycling Team           |
| 131-137 | LTD  | Lotto Dstny                        |
| 141-147 | TNN  | Team Novo Nordisk                  |
| 151-157 | TER  | Technipes #inEmiliaRomagna         |
| 161-167 | GEF  | General Store-Essegibi-F.lli Curia |
| 171-177 | CPK  | Team Colpack Ballan                |
| 181-187 | BIE  | Biesse-Carrera                     |
| 191-197 | BTC  | Beltrami TSA Tre Colli             |

## Ordine d'arrivo (Top 10)
| Pos. | Corridore           | Squadra     | Tempo    |
| ---- | ------------------- | ----------- | -------- |
| 1    | Nans Peters         | AG2R        | 5h08'28" |
| 2    | Andrea Vendrame     | AG2R        | a 46"    |
| 3    | Alessandro Covi     | UAE         | s.t.     |
| 4    | Lorenzo Rota        | Intermarché | s.t.     |
| 5    | C. Champoussin      | Arkéa       | s.t.     |
| 6    | Romain Grégoire     | Groupama    | s.t.     |
| 7    | Jefferson A. Cepeda | EF          | a 50"    |
| 8    | Benoît Cosnefroy    | AG2R        | a 1'33"  |
| 9    | Diego Ulissi        | UAE         | a 1'46"  |
| 10   | Georg Zimmermann    | Intermarché | a 1'55"  |